# Catonia gayi
Catonia gayi är en insektsart som först beskrevs av Blanchard 1852.  Catonia gayi ingår i släktet Catonia och familjen vedstritar. Inga underarter finns listade i Catalogue of Life.